# Viking-díj
A Viking-díj egy díj a National Hockey League-ben, melyet a legjobb svéd játékosnak ítélnek oda meg a szezon végén. A svéd játékosok választják ki egymás között szavazással.

## A díjazottak
| Szezon    | Győztes                                    | Csapat                                     | Poszt                                      | #                                          |                                            |
| --------- | ------------------------------------------ | ------------------------------------------ | ------------------------------------------ | ------------------------------------------ | ------------------------------------------ |
| 2020–2021 | Díjat nem osztottak ki                     | Díjat nem osztottak ki                     | Díjat nem osztottak ki                     | Díjat nem osztottak ki                     | Díjat nem osztottak ki                     |
| 2019–2020 | A koronavírus miatt díjat nem osztottak ki | A koronavírus miatt díjat nem osztottak ki | A koronavírus miatt díjat nem osztottak ki | A koronavírus miatt díjat nem osztottak ki | A koronavírus miatt díjat nem osztottak ki |
| 2018–2019 | Elias Lindholm                             | Calgary Flames                             | C                                          | 1                                          |                                            |
| 2017–2018 | William Karlsson                           | Vegas Golden Knights                       | C                                          | 1                                          |                                            |
| 2016–2017 | Erik Karlsson                              | Ottawa Senators                            | V                                          | 3                                          |                                            |
| 2015–2016 | Erik Karlsson                              | Ottawa Senators                            | V                                          | 2                                          |                                            |
| 2014–2015 | Nicklas Bäckström                          | Washington Capitals                        | C                                          | 2                                          |                                            |
| 2013–2014 | Alexander Steen                            | St. Louis Blues                            | BSz                                        | 1                                          |                                            |
| 2012–2013 | Henrik Zetterberg                          | Detroit Red Wings                          | BSz                                        | 3                                          |                                            |
| 2011–2012 | Erik Karlsson                              | Ottawa Senators                            | V                                          | 1                                          |                                            |
| 2010–2011 | Daniel Sedin                               | Vancouver Canucks                          | JSz                                        | 1                                          |                                            |
| 2009–2010 | Henrik Sedin                               | Vancouver Canucks                          | C                                          | 1                                          |                                            |
| 2008–2009 | Nicklas Bäckström                          | Washington Capitals                        | C                                          | 1                                          |                                            |
| 2007–2008 | Henrik Zetterberg                          | Detroit Red Wings                          | BSz                                        | 2                                          |                                            |
| 2006–2007 | Henrik Zetterberg                          | Detroit Red Wings                          | BSz                                        | 1                                          |                                            |
| 2005–2006 | Nicklas Lidström                           | Detroit Red Wings                          | V                                          | 2                                          |                                            |
| 2004–2005 | A lockout miatt nem volt győztes           |                                            |                                            |                                            |                                            |
| 2003–2004 | Markus Näslund                             | Vancouver Canucks                          | BSz                                        | 3                                          |                                            |
| 2002–2003 | Markus Näslund                             | Vancouver Canucks                          | JSz                                        | 2                                          |                                            |
| 2001–2002 | Mats Sundin                                | Toronto Maple Leafs                        | C                                          | 4                                          |                                            |
| 2000–2001 | Markus Näslund                             | Vancouver Canucks                          | JSz                                        | 1                                          |                                            |
| 1999–2000 | Nicklas Lidström                           | Detroit Red Wings                          | V                                          | 1                                          |                                            |
| 1998–1999 | Peter Forsberg                             | Colorado Avalanche                         | C                                          | 3                                          |                                            |
| 1997–1998 | Peter Forsberg                             | Colorado Avalanche                         | C                                          | 2                                          |                                            |
| 1996–1997 | Mats Sundin                                | Toronto Maple Leafs                        | C                                          | 3                                          |                                            |
| 1995–1996 | Peter Forsberg                             | Colorado Avalanche                         | C                                          | 1                                          |                                            |
| 1994–1995 | Mikael Renberg                             | Philadelphia Flyers                        | JSz                                        | 1                                          |                                            |
| 1993–1994 | Mats Sundin                                | Toronto Maple Leafs                        | C                                          | 2                                          |                                            |
| 1992–1993 | Mats Sundin                                | Toronto Maple Leafs                        | C                                          | 1                                          |                                            |
| 1991–1992 | Calle Johansson                            | Washington Capitals                        | V                                          | 1                                          |                                            |
| 1990–1991 | Tomas Sandström                            | Los Angeles Kings                          | JSz                                        | 2                                          |                                            |
| 1989–1990 | Thomas Steen                               | Winnipeg Jets                              | Cs                                         | 1                                          |                                            |
| 1988–1989 | Patrik Sundström                           | New Jersey Devils                          | Cs                                         | 2                                          |                                            |
| 1987–1988 | Håkan Loob                                 | Calgary Flames                             | JSz                                        | 1                                          |                                            |
| 1986–1987 | Tomas Sandström                            | New York Rangers                           | JSz                                        | 1                                          |                                            |
| 1985–1986 | Mats Näslund                               | Montréal Canadiens                         | BSz                                        | 2                                          |                                            |
| 1984–1985 | Mats Näslund                               | Montréal Canadiens                         | BSz                                        | 1                                          |                                            |
| 1983–1984 | Patrik Sundström                           | Vancouver Canucks                          | Cs                                         | 1                                          |                                            |
| 1982–1983 | Pelle Lindbergh                            | Philadelphia Flyers                        | K                                          | 1                                          |                                            |
| 1981–1982 | Thomas Gradin                              | Vancouver Canucks                          | C                                          | 1                                          |                                            |
| 1980–1981 | Kent Nilsson                               | Calgary Flames                             | C                                          | 1                                          |                                            |
| 1979–1980 | Anders Hedberg                             | New York Rangers                           | JSz                                        | 1                                          |                                            |
| 1978–1979 | Börje Salming                              | Toronto Maple Leafs                        | V                                          | 3                                          |                                            |
| 1977–1978 | Ulf Nilsson                                | Winnipeg Jets                              | C                                          | 1                                          |                                            |
| 1976–1977 | Börje Salming                              | Toronto Maple Leafs                        | V                                          | 2                                          |                                            |
| 1975–1976 | Börje Salming                              | Toronto Maple Leafs                        | V                                          | 1                                          |                                            |